# كريس جايلز
كريس جايلز (بالإنجليزية: Chris Giles)‏ (17 يوليو 1928 - ) هو لاعب كرة قدم أيرلندي في مركز الهجوم. شارك مع منتخب جمهورية أيرلندا لكرة القدم. أما مع النوادي، فقد لعب مع نادي دونكاستر روفرز ونادي درومكوندرا ‏ ونادي ألدرشوت تاون.

## وصلات خارجية
- كريس جايلز على موقع قاعدة بيانات كرة القدم.إي يو (الإنجليزية)